# Phymatoceros minutus
Phymatoceros minutus là một loài rêu trong họ Anthocerotaceae. Loài này được Mitt. Hässel de Menéndez mô tả khoa học đầu tiên năm 2006.